# إحسان جامي
إحسان جامي (بالهولندية: Ehsan Jami)‏ (20 أبريل 1985) هو سياسي هولندي من أصل إيراني. من 7 مارس 2006 حتى 6 نوفمبر 2007 كان عضوا في مجلس مدينة لیدسخندام-فوربورغ يتبع حزب العمل الهولندي. من هذا التاريخ حتى 2010 استمر كعضو مستقل في مجلس المدينة. في 2007 كان واحد من مؤسسي لجنة المسلمين السابقين المركزية.

## حياته
احسان جامي ولد في 20 أبريل 1985 في مشهد في إيران وتربى هناك. والده كان طبيبًا وأمه تحولت - لاحقا في حياتها - إلى المسيحية. كابنا لطبيب تمتع جامي بامتيازات كبيرة في الجمهورية الإيرانية الإسلامية. وفي لقاء تليفزيوني صرح جامي "جدودي كانوا مسلمين لكن والدي لم يكن متدينا"." لكنه صرح في حوار اخر ان والده كان مسلما. نشاط والد السياسي أجبر عائلته على مغادرة البلاد، فرحل مع والديه واخته الكبرى ووصل إلى هولندا سنة 1994 وكان يبلغ من العمر 14 عامًا. لاحقا حصل على الجنسية الهولندية.

## حياته المهنية
بعد تفجيرات الحادي عشر من سبتمبر الارهابية، بدأ جامي في دراسة القرآن والحديث النبوي والذي بعدها جعله يترك الدين الإسلامي. أسس مع لبنى برادا (مؤسسة للجنة الاستشارية للتكامل التابعة لحزب الشعب للحرية والديمقراطية اليميني الليبرالي) لجنة المسلمين السابقين المركزية في 2007. المنظمة (والتي تلقت دعم من الناشط افشين عليان غرضها هو تقديم الدعم للمرتدين عن الإسلام.
في 4 أغسطس تعرض جامي لهجوم في مدينته فوربيرغ بواسطة ثلاثة أشخاص من المهاجرين اثنين مغاربة وصومالي واصفين اياه السرطان اليهودي بسبب ناشطه السياسي وقد اعتبر الهجوم بشكل واسع ان له علاقة بنشاطه في المنظمة. قرر مكتب التنسيق الوطني ومعه مكتب المدعي العام والشرطة في اجتماع عقد في 6 أغسطس انه يلزم وجود «تدابير اضافية» لحماية جامي الذي تلقى تامين مشدد.
في سبتمبر 2007، كتب مع السياسي جيرت ويلدرز (السياسي الهولندى وعضو في حزب من اجل الحرية الهولندي) مقالة في جريدة فولكسكرانت الهولندية اليومية ربطا فيها خطر الإسلام بانتشار اشتراكية أدولف هتلر في ثلاثينات القرن الماضي. كان ذلك ردا على تصريحات تجيبي جوسترا في جريدة الغمين داغبلاد الهولندية والتي انتقد فيها اللهجة الموجودة لدى البعض في الحديث عن الإسلام.
في 4 أكتوبر أعلن جامي انه يعمل على مشروع فيلم لكي يعرض في فبراير 2008. في 31 مارس 2008 الغى جامي المشروع بعدما طلب منه ارنست هرسش بالين وزير العدل الهولندي وبعد تلقي تهديدات باعمال ارهابية من إيران. بعد شهور من المشاورات قرر جامي مجددا ان يعرض الفيلم، الفيلم القصير عرض في 9 ديسمبر 2008 ويمكن أن يشاهد هنا تُبع الإعلان بدعوات من منظمات إسلامية أوروبية تطالب بمقاطعة المنتجات الهولندية.. اعتذر رئيس الوزراء الهولندي جان بيتر بالكينيد عن فيلم جامي.
بعد القائه بتصريحات قوية ضد الإسلام وانتقادات قوية ضد حزب العمل الهولندي وتشبيهه لمحمد نبي الإسلام بهتلر، طُلب منه ان يترك عضويته في مجلس المدينة كممثلا لحزب العمل. وبعد أن رفض ان يستقيل وان يستمر كعضو مستقل خسر عضويته في حزب العمل الهولندي.

## جوائز
في 4 مارس 2009 اعلنت جريدة دي تيليغراف ان جامي سوف يحصل على جائزة الصحافة الحرة الدنماركية في 14 مارس 2009. وقد ذهب الدنمارك في 14 مارس ليتسلم الجائزة.

## انتقادات
بيرادا التي اسست معه لجنة المسلمين السابقين المركزية تركت اللجنة في يونيو 2007 لانها شعر انه "معادي للإسلام بشكل عام" وقال:"انا لا اريد مواجهة الإسلام نفسه انا اريد فقط ان انشر رسالة ان المسلمين يجب أن يسمح لهم بترك الإسلام دون أن يكونوا مهددين.